# Semme
Semme – rzeka we Francji, przepływająca przez tereny departamentów Creuse oraz Haute-Vienne, o długości 50,3 km. Stanowi dopływ rzeki Gartempe.